# Mar (Titel)

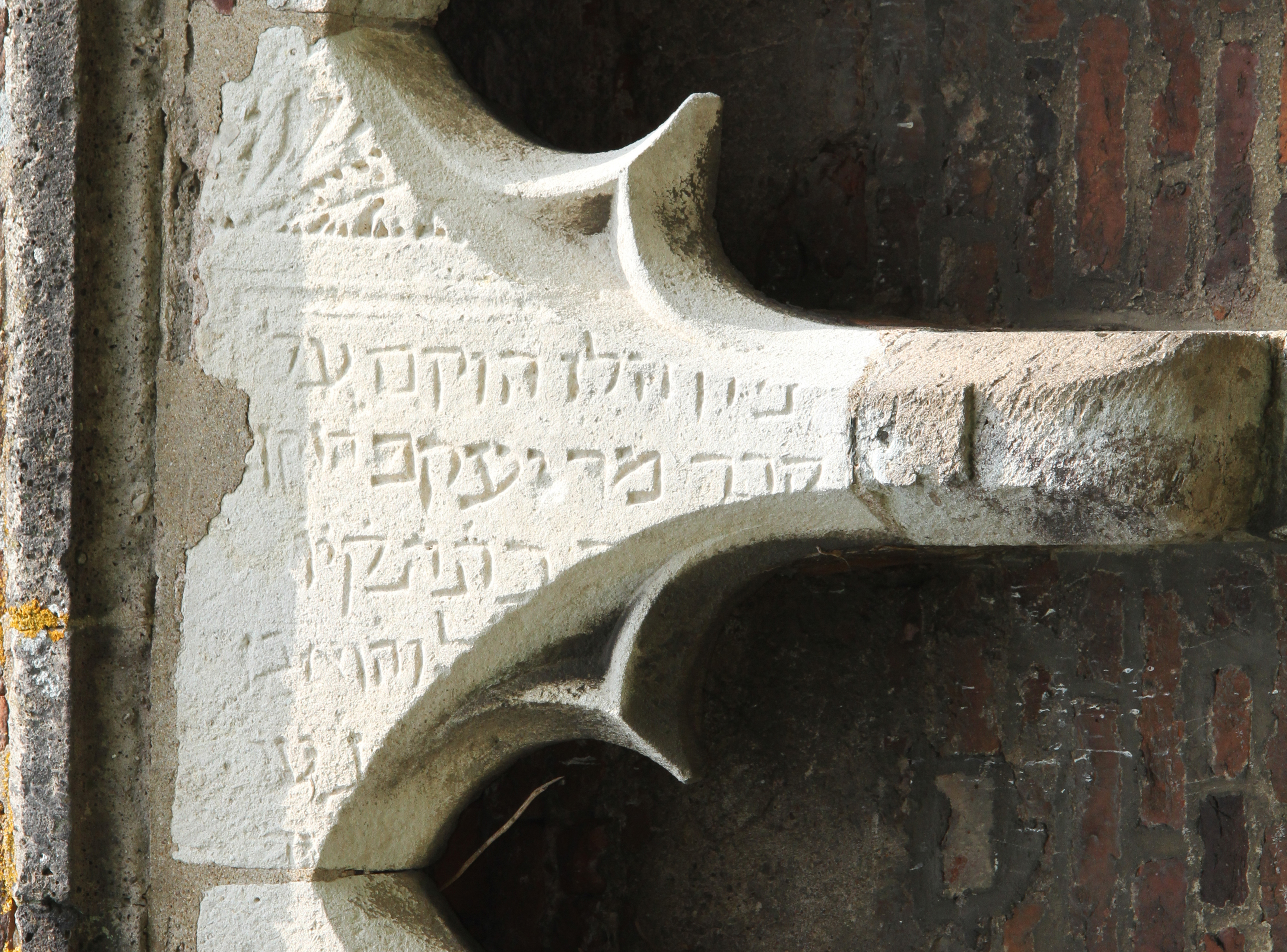
Mar-Jacob-Stein (Inschrift gedreht)

Der Titel Mar, ausgesprochen eher Mor, stammt aus der Syrischen Sprache (ܡܪܝ) und bedeutet so viel wie Herr oder mein Herr. Er wird dem Personennamen vorangestellt.

## Syrische Kirchen
Er steht als Ehrentitel in den Syrischen Kirchen allen Bischöfen und auch den Heiligen zu (siehe zum Beispiel Syrisch-Maronitische Kirche von Antiochien#Kirchliche Organisation und Patriarchat). Die Variante Maran oder Moran (Unser Herr) ist die Anrede für Jesus, wird aber auch für die Patriarchen der Syrischen Kirchen verwendet.

## Rabbinisches Hebräisch
Im Mittelhebräischen, das auch im frühen Mitteleuropa in den Synagogen verwendet wurde, ist dies bis heute die Anrede oder Bezeichnung für einen besonders geschätzten Rabbiner. Eines der ältesten schriftlichen Zeugnisse dafür ist der als Spolie wiederverwendete Grabstein des Mar Jacob aus dem Jahre 1156, der wohl aus dem Friedhof Judenbüchel vor dem mittelalterlichen Köln stammt.